# Mărgăritești
Mărgăriteşti é uma comuna romena localizada no distrito de Buzău, na região de Valáquia. A comuna possui uma área de 22.30 km² e sua população era de 790 habitantes segundo o censo de 2007.